# 五趾裸尾犰狳
五趾裸尾犰狳（Cabassous centralis），又名北方裸尾犰狳，是墨西哥至哥倫比亞及委內瑞拉的一種犰狳。牠們是兩種南美洲以外的犰狳之一。